# Malin Björk (centerpartist)
Malin Elisabet Björk, född 28 september 1969 i Gamla Uppsala församling i Uppsala, är en svensk politiker (centerpartist). Hon är ordinarie riksdagsledamot sedan 2021 för Stockholms kommuns valkrets.
Björk utsågs till ny ersättare till riksdagen för Stockholms kommuns valkrets från och med 22 juni 2021. Hon utsågs till ny ordinarie riksdagsledamot för Stockholms kommuns valkrets från och med 2 september 2021 sedan Johanna Jönsson avsagt sig uppdraget som riksdagsledamot.
I riksdagen är Björk ledamot i konstitutionsutskottet sedan 2022 och suppleant i EU-nämnden och justitieutskottet. Hon är även ledamot i riksdagens råd för Riksrevisionen sedan 2022. Björk har varit ledamot i EU-nämnden (2022–2023) och suppleant i konstitutionsutskottet och OSSE-delegationen.